# NGC 622
NGC 622 é uma galáxia espiral barrada (SBbc) localizada na direcção da constelação de Cetus. Possui uma declinação de +00° 39' 49" e uma ascensão recta de 1 horas, 36 minutos e 00,1 segundos.
A galáxia NGC 622 foi descoberta em 9 de Outubro de 1785 por William Herschel.